# Ricardo Bofill
Ricardo Bofill Leví (ur. 5 grudnia 1939 w Barcelonie, zm. 14 stycznia 2022 tamże) – hiszpański architekt pochodzenia katalońskiego.

## Życiorys
Studiował na The Architectural School w Barcelonie oraz później w Genewie.
Był jednym z głównych reprezentantów postmodernizmu we współczesnej architekturze.
Autor wielu budynków w Barcelonie (m.in. Institut Nacional d’Educacio de Catalunya, Teatre Nacional de Catalunya, nowoczesnego osiedla Walden 7) oraz wielu hoteli, budynków mieszkalnych, biurowych i użyteczności publicznej, głównie w Hiszpanii, Francji i Chinach.
Laureat wielu konkursów, głównie w architekturze mieszkaniowej.

## Dzieła
- Pałac i teatr d’Abraxas, 1985 – zespół na wschód od Paryża, w całości wykonany z różnokolorowego betonu, fakturą imituje kamień. Teatr przypomina rzymskie Koloseum
- Saint Quentin – tzw. Wersal dla ubogich – zespół mieszkaniowy działający na zasadzie małego miasteczka, posiada rynek z wolnostojącym portykiem i założony jest osiowo. Z lotu ptaka jego rzut oddaje układ ogrodów wersalskich
- Antygona – największy zespół mieszkaniowy Bofilla, powstały w latach 90., zorientowany osiowo, idealnie geometryczny. Posiada plac, na którym stoi posąg Nike, budynki administracyjne, dom handlowy w stylu renesansowym. Zespół obsadzony jest dużą ilością zieleni